# U 363
U 363 war ein deutsches U-Boot der Kriegsmarine vom Typ VII C, das im Zweiten Weltkrieg im Nordmeer eingesetzt wurde.

## Kommandanten
- 18. März 1943 – 31. August 1943

Oberleutnant zur See Wolf-Werner Wilzer
- 1. September 1943 – 8. Mai 1945

Kapitänleutnant Werner Nees

## Geschichte
U 363 unternahm während seiner Dienstzeit sieben Feindfahrten im Nordmeer. Während der 5. Feindfahrt wurde am 2. Dezember 1944 das sowjetische Schiff Proletarij mit 1123 BRT versenkt.

### Einsätze
Nach seiner Indienststellung am 18. März 1943 fuhr U 363 zunächst als Ausbildungsboot bei der 8. U-Flottille. Ab Juni 1944 war U 363 als Frontboot bei der 11. U-Flottille eingeteilt und wechselte im September 1944 schließlich zur 13. U-Flottille, bei der es bis Kriegsende verblieb.

### Kapitulation und Versenkung
Am 18. oder 19. Mai 1945 kapitulierte KptLt. Werner Nees gegenüber der 9. Escort Group der Royal Navy. Alle Besatzungsmitglieder kamen unversehrt in britische Kriegsgefangenschaft. Am 31. Dezember 1945 wurde U 363 im Rahmen der Operation Deadlight gegen 23.45 Uhr durch Artilleriebeschuss der britischen Schiffe HMS Onslaught und ORP Blyskawica versenkt.